# ペントース
ペントース(Pentose)または五炭糖（ごたんとう）は、5個の炭素原子を含む単糖である。1位にホルミル基を持つアルドペントースと、2位にカルボニル基を持つケトペントースが存在する。

## アルドペントース
アルドペントースは3個のキラル中心炭素を持ち、8種の立体異性体が可能である。

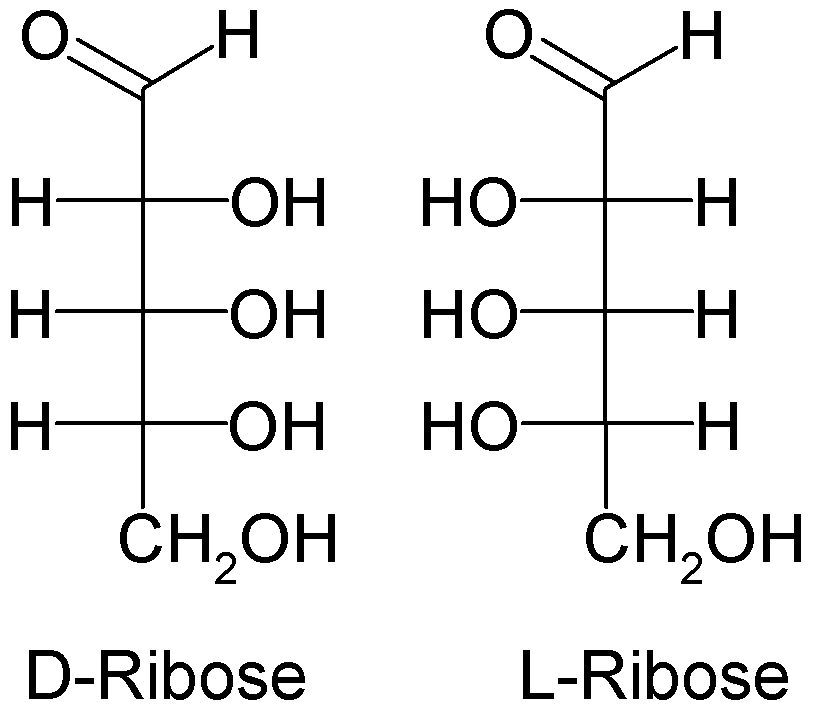
リボース
アラビノース
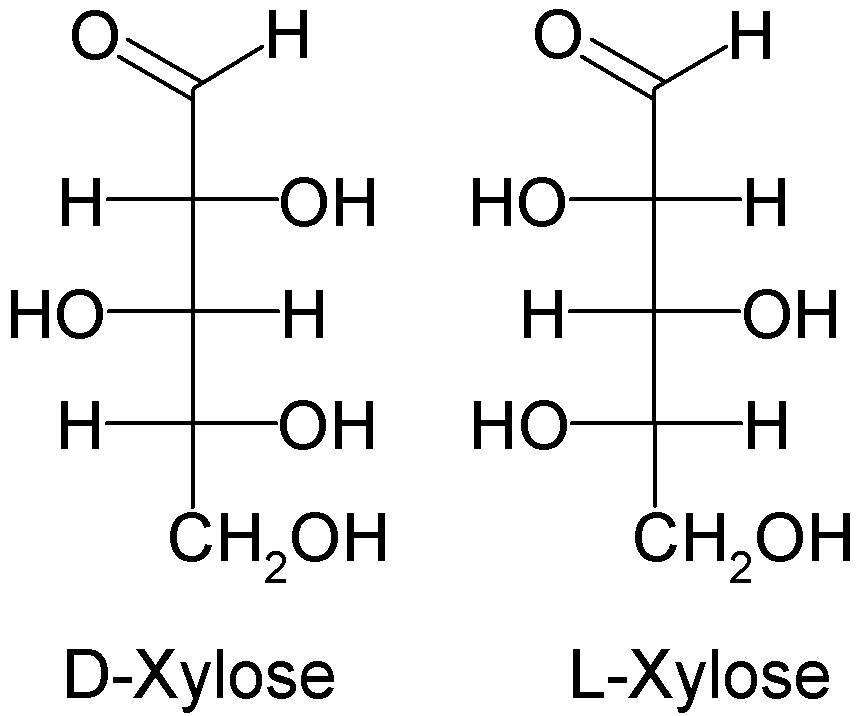
キシロース
リキソース

## ケトペントース
ケトペントースは2個のキラル中心炭素を持ち、4種の立体異性体が可能である。4種の異性体全てが天然に生成する。

リブロース
キシルロース

## 性質
ペントースのアルデヒド基とケトン基は4位または5位のヒドロキシル基と反応して分子内ヘミアセタールまたはヘミケタールを形成する。これによって生じる環構造はフラン（五員環）またはピラン（六員環）に類似しているためフラノースまたはピラノースと呼ぶ。この環形成は自発的に起こり、カルボニル基と隣接する炭素原子との間の結合で生じる回転によって立体配置の異なるα体とβ体の2種の構造が生成する。この過程は変旋光と呼ばれる。
リボースはRNA、デオキシリボースはDNAの構成要素である。
ペントースのポリマーはペントサンと呼ばれる。